# Danilova (krater)
För andra betydelser, se Danilova.
Danilova är en nedslagskrater med en diameter på 49 kilometer, på planeten Venus. Danilova har fått sitt namn efter den ryska ballerinan Maria Danilova.